# 3843 OISCA
3843 OISCA è un asteroide della fascia principale. Scoperto nel 1987, presenta un'orbita caratterizzata da un semiasse maggiore pari a 3,9822137 UA e da un'eccentricità di 0,1438406, inclinata di 3,93100° rispetto all'eclittica.